# 青年の環
青年の環（せいねんのわ）は、野間宏の全5巻6部8000枚に及ぶ長編小説。1947年6月号『近代文学』に「華やかな色どり」として発表されて以来、2回の中断と改作の末1970年に完成した。市役所吏員矢花正行と富家の息子・大道出泉を中心に1939年7月から9月までの大阪を舞台とし、100名をこえる人物が登場する。1971年谷崎潤一郎賞受賞。1973年アジア・アフリカ作家会議の制定したロータス賞を受賞。
野間が提唱した「全体小説」の実践であり、事実に基づいたフィクションで、野間自身が大阪市職員としてかかわった被差別部落解放運動を、恋愛や性、戦争とからめて描く。

## 年表
- 第一部
  - 「華やかな色どり」「炎に追われて」「魂の煤煙」『近代文学』1947年
  - 「現実嫌悪」『近代文学』1948年2-5月
  - 「過去のなかから」『近代文学』1948年6－7月
  - 「炎に追はれて」『近代文学』1948年8月
  - 「盛り場の店」『近代文学』1948年12月
- 1949年　第一部「華やかな色彩」刊行（河出書房）
- 1950年　第二部「舞台の顔」刊行
- 1962年3月‐63年12月「青年の環　第一編」『文藝』（第三部）
- 1964年1月‐4月「青年の環　第二編」『文藝』（第四部）
- 1966年　第一～第四部を刊行（河出書房新社）
  - 第三部「表と裏と表」第四部「影の領域」 河出文化賞受賞
- 1968年　第五部「炎の場所」を刊行。
- 1970年　全五巻・六部作を完成。
- 1971年　谷崎潤一郎賞受賞。
- 1973年　ロータス賞受賞。
- 1983-84年　岩波文庫（全5冊、解説篠田一士）で刊行。

## 関連書籍
- 『青年の環』論集』埴谷雄高編 河出書房新社 1974
- 中村福治『戦時下抵抗運動と『青年の環』』部落問題研究所、1986 -批判的なもの

## 参考
- 世界大百科事典
- 『昭和文学史年表』明治書院